# 퀘스트 포 글로리
《퀘스트 포 글로리》(Quest for Glory)는 롤플레잉 게임과 어드벤처 장르가 적절히 혼합되어 있어 특이한 장르를 가지고 있는 게임이다. 현재 '트랜솔라 게임즈'라는 회사를 가지고 있는 '코리 앤 콜(Corey Ann Cole)'과 '로리 앤 콜(Lori Ann Cole)' 부부가 기획한 게임이다. 유머와 퍼즐 요소들, 다양한 테마들과 다양한 전설에서 유래된 캐릭터들 등의 재미있는 요소들이 결합되어, 시에라 엔터테인먼트에서 발매한 게임 중에서도 잘 알려진 시리즈 중 하나다. 현재는 시에라가 비벤디 게임즈와 병합한 뒤부터 저작권이 사라져, 현재 어밴던웨어로 취급하고 있다.

## 게임 목록
- 퀘스트 포 글로리: 당신도 영웅이 되고 싶은가 (1989년 발매, 1991년 VGA로 리메이크 되어 발매)
- 퀘스트 포 글로리 II: 매서운 시련 (1990년 발매, 2008년 VGA로 리메이크 되어 발매.)
- 퀘스트 포 글로리 III: 전쟁의 응보 (1992년 발매)
- 퀘스트 포 글로리 IV: 어둠의 그림자 (1994년 발매)
- 퀘스트 포 글로리 V: 용의 불꽃 (1998년 발매)

- 퀘스트 포 글로리 앤솔로지 (1996년 발매) : 1994년까지 발매되었던 네 작품들이 들어있다.
- 퀘스트 포 글로리 컬렉션 (1997년 발매) : 영웅의 길 앤솔로지를 새로 발매한 것으로, 5편의 데모와 OST 샘플이 추가되었다.

## 그외
첫 번째 시리즈가 나왔을 때 제목은 원래 'Hero's Quest'였으나, 'HeroQuest'라는 보드 게임과의 소송이 붙었고, 시에라 엔터테인먼트가 이름에 관한 소송에서 지고 말았다. 그래서 'HeroQuest' 보드 게임사에서 시에라에 계속 압력을 주었으며, 결국 이름을 'Quest for Glory'로 바꾸게 되었다.